# William Black Anderson
William Black Anderson est un général de brigade américain de l’Union, né le 2 avril 1830 à Mount Vernon dans l’Illinois et mort le 28 août 1901 à Chicago dans l’Illinois. Il est inhumé au Oakwood Cemetery à Mount Vernon. Il est l’époux de Elvira Thorn.

## Avant la guerre
William Black Anderson sort diplômé de McKendree College de Lebanon, dans l’Illinois, en 1850. Il étudie le droit et est admis au barreau mais il n’exerce pas. Il travaille dans l’agriculture et devient arpenteur du comté de Jefferson.

## Guerre civile
Il s’engage en tant que soldat dans le 60th Illinois Volunteer Infantry Regiment. Il est nommé lieutenant-colonel du régiment en février 1862, puis colonel en avril 1863. Il démissionne le 26 décembre 1864 mais est breveté général de brigade le 13 mars 1865.

## Après la guerre
Il exerce en tant que percepteur de recettes internes de 1885 à 1889, puis en tant qu’agent des pensions des États-Unis à Chicago de 1893 à 1898.

## Politique
Il est membre de la Chambre des Représentants de l’Etat de l’Illinois de 1856 à 1858. Il devient membre de la convention constitutionnelle de l’Illinois en 1869 puis membre du Sénat en 1871.
De 1875 à 1877, il est élu au Congrès mais ne se représente pas.